# 牙買加猶太人
牙買加猶太人，大部分是在1494年從西班牙和葡萄牙被驅逐猶太人的後代。人口估計由200-424,000人 

## 歷史
猶太人最早來到牙買加是1494-1655年屬於西班牙帝國的時期，他們是為了逃避宗教審判所而來。為了隱瞞自己的身份，他們稱自己為“葡萄牙人”或“西班牙人”和秘密信奉他們的宗教。在英國統治時代，猶太人被允許在征服後留下，開始公開實踐自己的信仰。他們被克倫威爾授予英國公民權，由國王查理在1660確認。有英國公民身份的有財產猶太人
在1831年獲得充分的政治權利。
牙買加的猶太人口從未很多。但他們對國家的經濟和商業生活的貢獻超過了任何牙買加同等規模的民族。

## 現代
以前認為，只有200個在牙買加猶太人信仰猶太教和大多數猶太人遷出牙買加。最近的一項研究，現在估計近424,000牙買加人是1494年從葡萄牙和西班牙移民到牙買加的塞法迪猶太人到現在的後裔。無論是出生或血統，猶太文件，寫在墓碑的希伯來文和最近的DNA測試已經證明了這一點。